# Leah Rabin
Pour les articles homonymes, voir Rabin (homonymie).

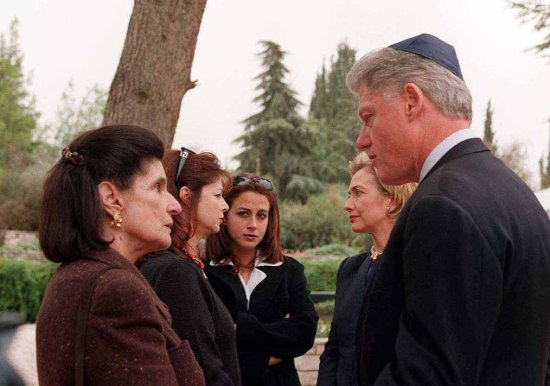
Leah Rabin avec Bill et Hillary Clinton le 13 décembre 1998.

Leah Rabin, née Schloßberg le 8 avril 1928 à Königsberg, en Prusse-Orientale (auj. Kaliningrad) et morte le 12 novembre 2000 à Petah Tikva (Israël), est une personnalité publique israélienne, connue en tant qu'épouse d'Yitzhak Rabin, ancien Premier ministre d'Israël assassiné en 1995.

## Parcours
Fille de commerçants juifs prospères de Prusse, Leah Rabin avait immigré avec sa famille en Palestine (alors sous mandat britannique) en 1933 à l’âge de cinq ans, dès les premières persécutions. Elle y rencontrera son mari, le futur premier ministre de l'État d'Israël, Yitzhak Rabin en 1944 et l’épouse en 1948.
Après la mort de son mari, assassiné par Ygal Amir, un extrémiste juif, le 4 novembre 1995, elle s'est consacrée à une fondation et un centre dédiés à sa mémoire et à la promotion de la paix entre israéliens et palestiniens.
Dès après la mort d'Yitzhak Rabin, elle avait demandé que Shimon Pérès, qui assurait l'intérim, provoque immédiatement des élections législatives anticipées pour profiter de l'élan suscité par l'assassinat de son mari : « Shimon, je te demande de conduire ce peuple vers la paix, car c’est cela qu’il veut. » Mais Shimon Pérès ne provoquera pas d'élections anticipées et, en mai 1996, le parti travailliste, encore favorable à la paix, est battu par le chef du Likoud, Benjamin Netanyahu, ennemi juré de Leah Rabin qui lui reprochait d’être responsable de la mort de son mari par les campagnes de diffamation qu’il avait lancées contre lui. Netanyahu avait bénéficié du climat de peur suscité par les attentats contre des civils perpétrés début 1996 par des islamistes palestiniens. Élu sur une fausse promesse (« La paix plus la sécurité »), Netanyahu démissionnait trois ans plus tard, sur un constat d'échec.
Atteinte d’un cancer du poumon qui s'était généralisé, elle avait voulu essayer de tenir jusqu’au bout, jusqu’au cinquième anniversaire de l’assassinat de son mari, et avait été hospitalisée, mourante le 3 novembre, veille de l’anniversaire.
Leah Rabin a été enterrée aux côtés de son époux, sur le mont Herzl à Jérusalem, en présence du premier ministre Ehud Barak, du président Moshé Katsav, de Shimon Pérès, et de dirigeants du monde entier. Entre autres, ont assisté à la cérémonie, Danielle Mitterrand, Hillary Clinton (l’épouse du président américain), Winnie Mandela (l’ancienne épouse du président d’Afrique du Sud, Nelson Mandela) et le président allemand, Johannes Rau.
En 1998, elle a reçu la médaille Buber-Rosenzweig.